# Nyssodrysternum amparense
Nyssodrysternum amparense is een keversoort uit de familie van de boktorren (Cerambycidae). De wetenschappelijke naam van de soort werd voor het eerst geldig gepubliceerd in 1934 door Melzer.